# Vice (Sechura)
Vice es una ciudad menor peruana, capital del distrito homónimo perteneciente a la provincia de Sechura, en el departamento de Piura, al norte del Perú.

## Demografía
En el 2017 Vice tenía una población de 5972 habitantes, según el INEI.
| Gráfica de evolución demográfica de Vice entre 1993 y 2017 |
|                                                            |
| Fuentes: Población 1993 y 2017                             |